# Cathédrale Notre-Dame de Galway
La cathédrale Notre-Dame-de-l'Assomption-et-Saint-Nicolas est une cathédrale catholique située dans la ville de Galway en Irlande, et dédiée à l'Assomption et à saint Nicolas par le cardinal Richard Cushing en 1965. Il s'agit de l'une des plus grandes et plus impressionnantes constructions de la ville, ainsi que de la cathédrale du diocèse de Galway et Kilmacduagh. Achevée en 1965, elle est considérée comme « la dernière grande cathédrale en pierre construite en Europe ».

## Historique
Elle a été édifiée entre 1958 et 1965 à l'emplacement de l'ancienne prison du comté, célèbre pour sa rigueur envers les prisonniers. Son apparence n'est pas forcément du goût de tout le monde, mais l'intérieur, avec ses arches hautes et courbes et son dôme central, possède une élégance simple et solide. On y trouve de superbes fresques d'inspiration hiberno-saxonne et un plafond en bois finement ouvragé. Son énorme volume intérieur témoigne de l'importante fréquentation des messes, encore de nos jours.

## Architecture
L'architecture de la cathédrale est inspirée de nombreuses influences. Le dôme et les piliers reflètent un style Renaissance. Les autres éléments comprennent une rosace et des mosaïques, qui dressent un tableau composite de la tradition de l'art chrétien. Le dôme de la cathédrale, d'une hauteur de 145 pieds, est un des points de repère dans l'horizon de la ville. 

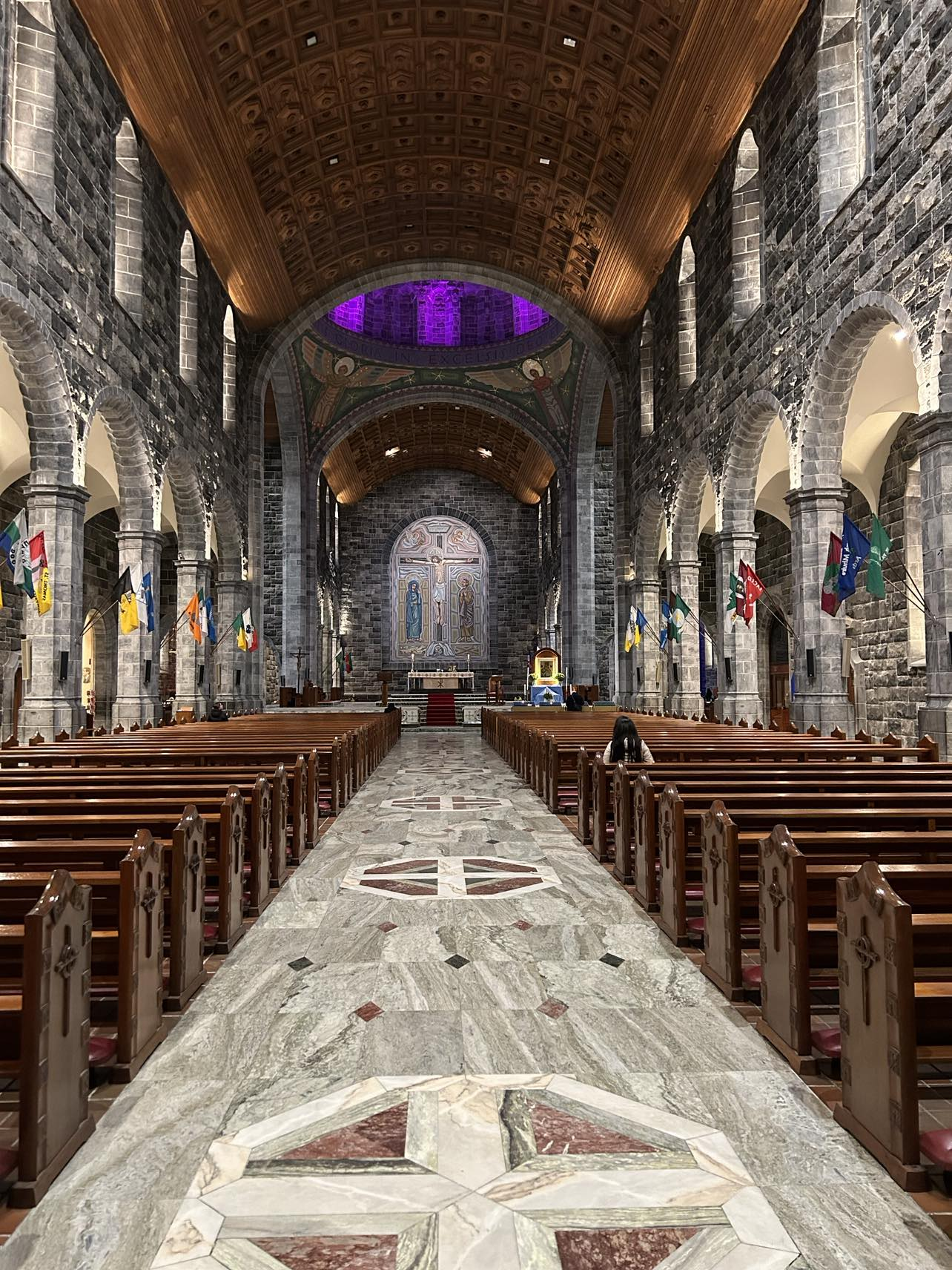
La nef vers le chœur.
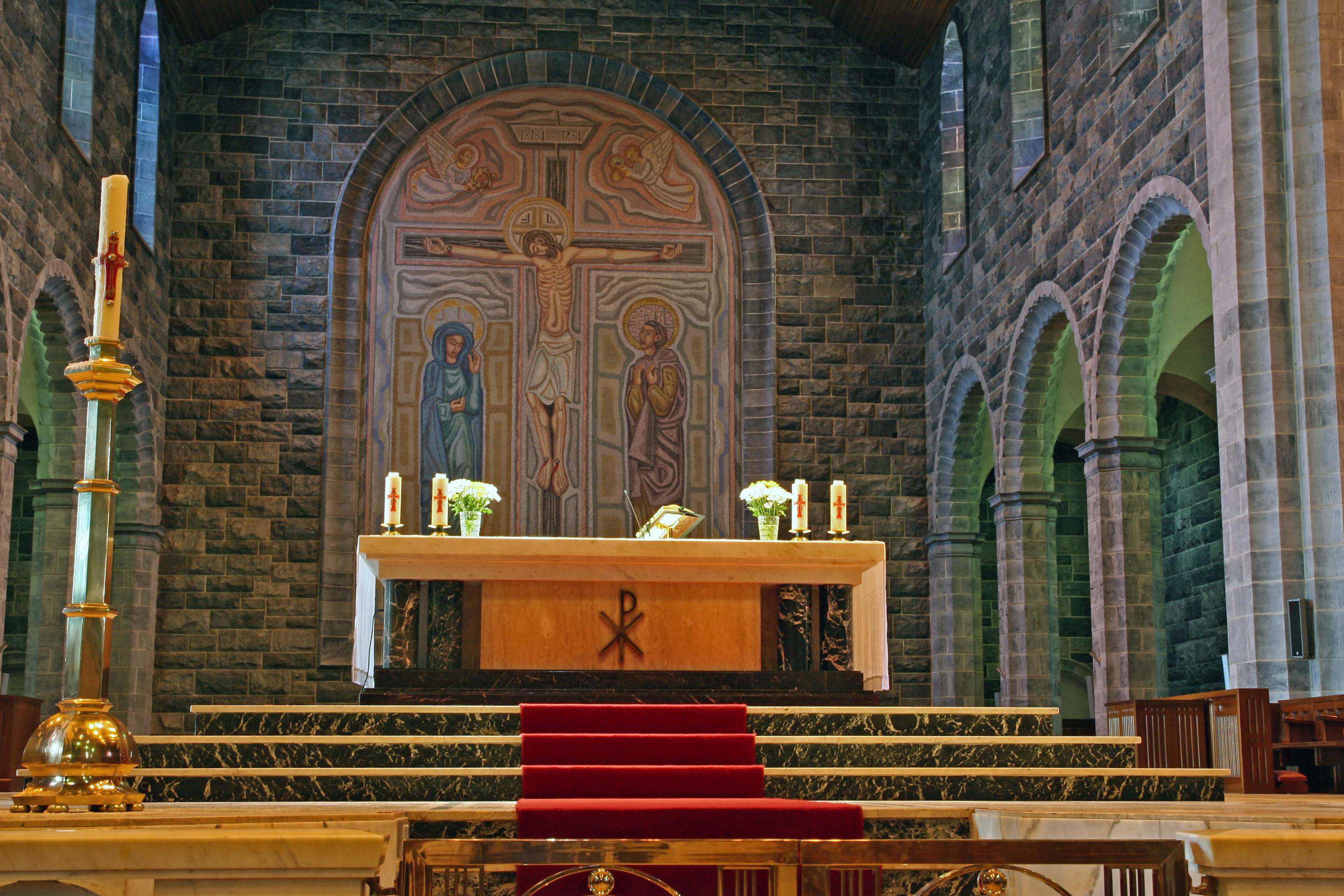
Le maître-autel.
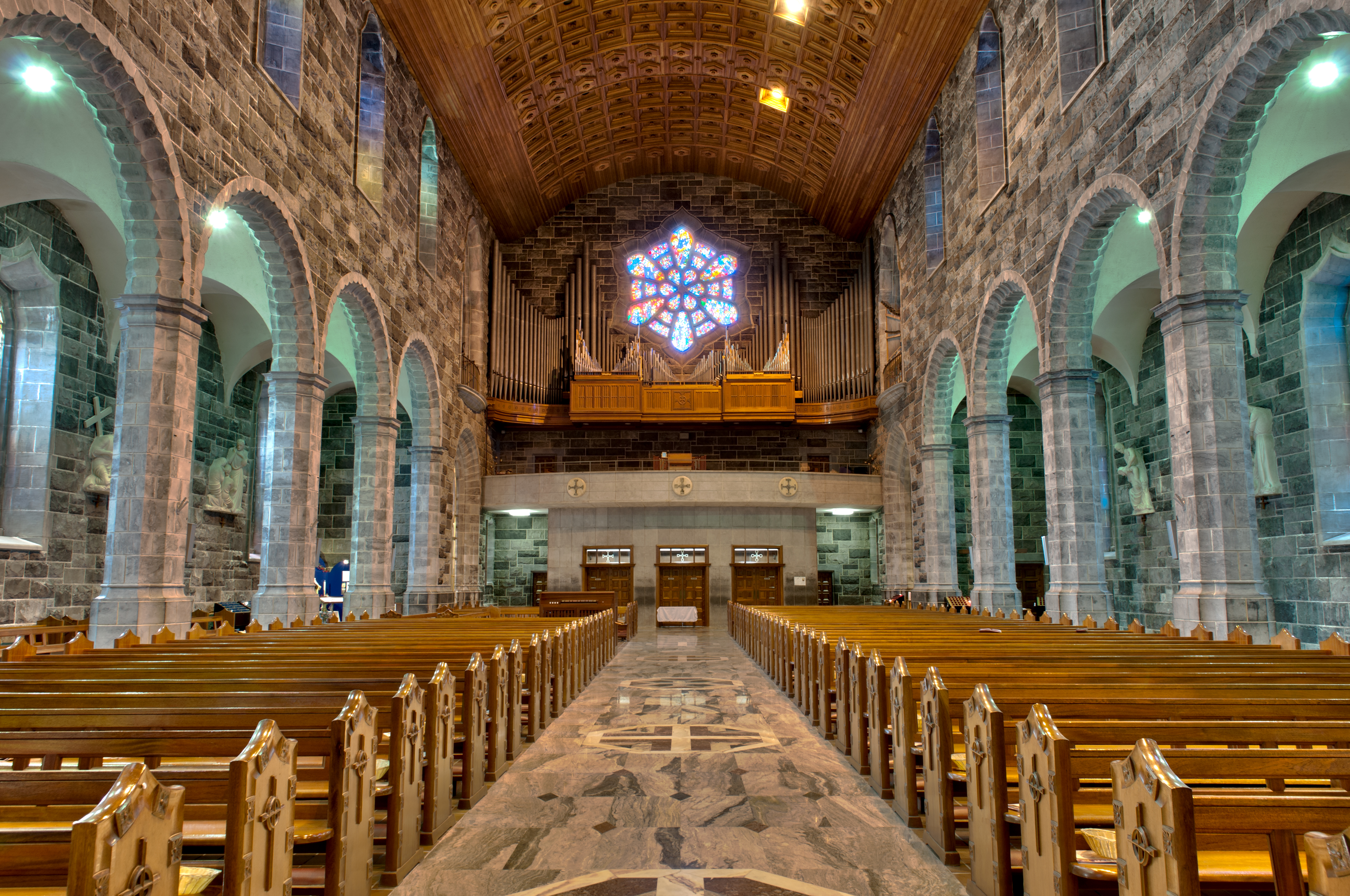
La nef, l'orgue et la rosace.